# Hooge Abtwoudsche polder
Het waterschap Hooge Abtwoudsche polder was een waterschap in de gemeenten Hof van Delft (Schipluiden) en Delft, in de Nederlandse provincie Zuid-Holland.
Het waterschap was verantwoordelijk voor de drooglegging en de waterhuishouding in de polder.